# Holcocera immaculella
Holcocera immaculella é uma espécie de mariposa do gênero Holcocera pertencente à família Coleophoridae.